# Tjebbo Franken
Tjebbo Gerardus Franken (Den Helder, 5 juli 1883 - Haarlem, 26 februari 1966) was een Nederlands arts en schrijver.

## Biografische gegevens, werk
Franken studeerde rond 1900 medicijnen in Amsterdam en was lid van studentenvereniging P.A.L.L.A.S.. Voor het Amsterdamse studentenblad Propria Cures schreef hij een reeks schetsen over het Amsterdamse studentenleven. Die schetsen werden in 1909 uitgegeven als Studentenhaver. Uit het Amsterdamsche Studentenleven. Deze schetsen zijn tegenwoordig met name nog interessant vanwege de overeenkomsten met het werk van Nescio, pseudoniem voor Jan Hendrik Frederik Grönloh. Kunsthistoricus Sander Bink wijst daarbij in het bijzonder op de 'licht weemoedige Amsterdamse setting' , alsook op het veelvuldige gebruik van -’ie’. (‘had-ie’. ‘werd-ie’, ‘gaf-ie’).
Franken schreef louter als liefhebberij, naast zijn artsenpraktijk die hij vanaf 1917 in Haarlem voerde. Vanaf 1930 verschenen van zijn hand nog diverse romans en verhalenbundels, alsook toneelwerk, waarvan de meeste werken meerdere drukken beleefden. Een prominente plek in de Nederlandse literatuurgeschiedenis heeft Franken evenwel nooit weten te veroveren.